# تصفيات أوروبا لكأس العالم 2010 المجموعة الخامسة

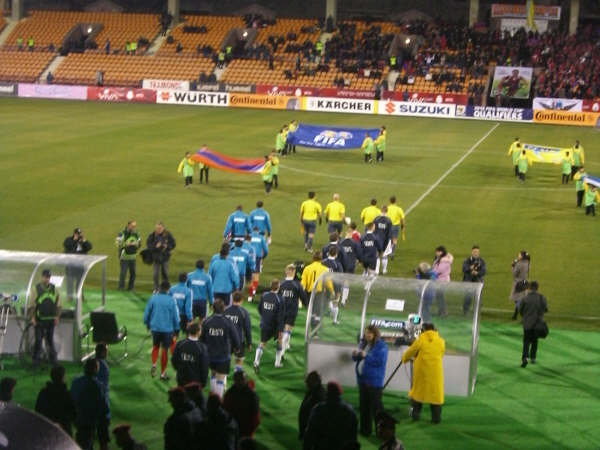

المجموعة الخامسة من تصفيات أوروبا لكأس العالم لكرة القدم 2010 ضمت منتخبات إسبانيا ، تركيا ، بلجيكا ، البوسنة والهرسك ، أرمينيا ، و إستونيا .
احتل منتخب إسبانيا صدارة المجموعة وتأهل مباشرة إلى بطولة كأس العالم بينما تأهل وصيفه منتخب البوسنة والهرسك إلى الملحق الأوروبي .

## الترتيب
| فريق            | نقاط | +/- | عليه | له | خ | ت | ف  | لعب |
| --------------- | ---- | --- | ---- | -- | - | - | -- | --- |
| إسبانيا         | 30   | 23+ | 5    | 28 | 0 | 0 | 10 | 10  |
| البوسنة والهرسك | 19   | 12+ | 13   | 25 | 3 | 1 | 6  | 10  |
| تركيا           | 15   | 5+  | 10   | 13 | 3 | 3 | 4  | 10  |
| بلجيكا          | 10   | 7−  | 20   | 13 | 6 | 1 | 3  | 10  |
| إستونيا         | 8    | 15− | 24   | 9  | 6 | 2 | 2  | 10  |
| أرمينيا         | 4    | 16− | 22   | 6  | 8 | 1 | 1  | 10  |

## النتائج
| أرمينيا | 0 – 2   | تركيا                              |
| ------- | ------- | ---------------------------------- |
|         | التقرير | تونكاي شانلي 61' · سميح شنتورك 77' |

| بلجيكا                                 | 3 – 2   | إستونيا                              |
| -------------------------------------- | ------- | ------------------------------------ |
| ويسلي سونك 39'، 81' · ستيفين ديفور 75' | التقرير | سيرغي زينيوف 57' · أندريس أوبر 90+2' |

| إسبانيا       | 1 – 0   | البوسنة والهرسك |
| ------------- | ------- | --------------- |
| دافيد فيا 58' | التقرير |                 |

| تركيا                           | 1 – 1   | بلجيكا         |
| ------------------------------- | ------- | -------------- |
| إيمري بيلوزوغلو 74' (ركلة جزاء) | التقرير | ويسلي سونك 31' |

| البوسنة والهرسك                                                                                                   | 7 – 0   | إستونيا |
| --- | ------- | ------- |
| زفيزدان ميسيموفيتش 25'، 30' (ركلة جزاء)، 56' · زلاتان مسلموفيتش 58' · إدين دجيكو 60'، 73' · سينياد إيبريتشيتش 88' | التقرير |         |

| إسبانيا                                                  | 4 – 0   | أرمينيا |
| -------------------------------------------------------- | ------- | ------- |
| خوان كابدفيليا 7' · دافيد فيا 16'، 79' · ماركوس سينا 83' | التقرير |         |

| تركيا                             | 2 – 1   | البوسنة والهرسك |
| --------------------------------- | ------- | --------------- |
| أردا توران 51' · مولود إردينج 66' | التقرير | إدين دجيكو 27'  |

| بلجيكا                             | 2 – 0   | أرمينيا |
| ---------------------------------- | ------- | ------- |
| ويسلي سونك 22' · مروان فيلايني 38' | التقرير |         |

| إستونيا | 0 – 3   | إسبانيا                                                    |
| ------- | ------- | ---------------------------------------------------------- |
|         | التقرير | خوانيتو 34' · دافيد فيا 38' (ركلة جزاء) · كارليس بويول 69' |

| البوسنة والهرسك                                               | 4 – 1   | أرمينيا             |
| ------------------------------------------------------------- | ------- | ------------------- |
| إمير سباهيتش 31' · إدين دجيكو 39' · زلاتان مسلموفيتش 56'، 89' | التقرير | فاهاغن ميناسيان 85' |

| إستونيا | 0 – 0   | تركيا |
| ------- | ------- | ----- |
|         | التقرير |       |

| بلجيكا        | 1 – 2   | إسبانيا                           |
| ------------- | ------- | --------------------------------- |
| ويسلي سونك 7' | التقرير | أندريس إنيستا 36' · دافيد فيا 88' |

| أرمينيا                                   | 2 – 2   | إستونيا                                    |
| ----------------------------------------- | ------- | ------------------------------------------ |
| هنريخ مخيتاريان 33' · غيفورغ غازاريان 87' | التقرير | كونستانتين فاسيلييف 38' · سيرغي زينيوف 67' |

| بلجيكا                                        | 2 – 4   | البوسنة والهرسك                                                                    |
| --------------------------------------------- | ------- | ---------------------------------------------------------------------------------- |
| موسى ديمبيلي 65' · ويسلي سونك 89' (ركلة جزاء) | التقرير | إدين دجيكو 7' · سانيل ياهيتش 74' · زلاتان بايراموفيتش 81' · زفيزدان ميسيموفيتش 86' |

| إسبانيا         | 1 – 0   | تركيا |
| --------------- | ------- | ----- |
| جيرارد بيكي 60' | التقرير |       |

| إستونيا        | 1 – 0   | أرمينيا |
| -------------- | ------- | ------- |
| ساندر بوري 83' | التقرير |         |

| تركيا           | 1 – 2   | إسبانيا                                          |
| --------------- | ------- | ------------------------------------------------ |
| سميح شنتورك 26' | التقرير | شابي ألونسو 63' (ركلة جزاء) · ألبيرت رييرا 90+2' |

| البوسنة والهرسك     | 2 – 1   | بلجيكا         |
| ------------------- | ------- | -------------- |
| إدين دجيكو 12'، 14' | التقرير | غيل سفيرتس 88' |

| أرمينيا | 0 – 2   | البوسنة والهرسك                             |
| ------- | ------- | ------------------------------------------- |
|         | التقرير | سينياد إيبريتشيتش 6' · زلاتان مسلموفيتش 74' |

| تركيا                                                      | 4 – 2   | إستونيا                                             |
| ---------------------------------------------------------- | ------- | --------------------------------------------------- |
| تونكاي شانلي 29'، 72' · سيركان يلدريم 37' · أردا توران 62' | التقرير | فلاديمير فوسكوبوينيكوف 7' · كونستانتين فاسيلييف 52' |

| إسبانيا                                                     | 5 – 0   | بلجيكا |
| ----------------------------------------------------------- | ------- | ------ |
| ديفيد سيلفا 41'، 67' · دافيد فيا 49'، 85' · جيرارد بيكي 50' | التقرير |        |

| أرمينيا                                    | 2 – 1   | بلجيكا                |
| ------------------------------------------ | ------- | --------------------- |
| هوفهانس غوهاريان 23' · سركيس هوفسيبيان 50' | التقرير | دانيل فان بوتين 90+2' |

| البوسنة والهرسك     | 1 – 1   | تركيا              |
| ------------------- | ------- | ------------------ |
| سجاد صاليحوفيتش 25' | التقرير | إيمري بيلوزوغلو 4' |

| إسبانيا                                                        | 3 – 0   | إستونيا |
| -------------------------------------------------------------- | ------- | ------- |
| سيسك فابريغاس 33' · سانتي كازورلا 82' · خوان مانويل ماتا 90+2' | التقرير |         |

| أرمينيا              | 1 – 2   | إسبانيا                                              |
| -------------------- | ------- | ---------------------------------------------------- |
| روبرت أرزومانيان 58' | التقرير | سيسك فابريغاس 33' · خوان مانويل ماتا 64' (ركلة جزاء) |

| إستونيا | 0 – 2   | البوسنة والهرسك                     |
| ------- | ------- | ----------------------------------- |
|         | التقرير | إدين دجيكو 30' · وداد إبيشيفيتش 64' |

| بلجيكا               | 2 – 0   | تركيا |
| -------------------- | ------- | ----- |
| إيميل مبينزا 8'، 84' | التقرير |       |

| البوسنة والهرسك                           | 2 – 5   | إسبانيا                                                                            |
| ----------------------------------------- | ------- | ---------------------------------------------------------------------------------- |
| إدين دجيكو 90' · زفيزدان ميسيموفيتش 90+2' | التقرير | جيرارد بيكي 13' · ديفيد سيلفا 14' · ألفارو نيغريدو 50'، 55' · خوان مانويل ماتا 81' |

| تركيا                             | 2 – 0   | أرمينيا |
| --------------------------------- | ------- | ------- |
| خليل ألتينتوب 16' · ثروت جيتن 28' | التقرير |         |

| إستونيا                                    | 2 – 0   | بلجيكا |
| ------------------------------------------ | ------- | ------ |
| رايو بييرويا 30' · كونستانتين فاسيلييف 67' | التقرير |        |

## الهدافون
تم تسجيل 94 هدف في 30 مباراة يمعدل 3.13 هدف لكل مباراة .
| المركز | اللاعب              | المنتخب         | الأهداف |
| ------ | ------------------- | --------------- | ------- |
| 1      | إدين دجيكو          | البوسنة والهرسك | 9       |
| 2      | دافيد فيا           | إسبانيا         | 7       |
| 3      | ويسلي سونك          | بلجيكا          | 6       |
| 4      | زفيزدان ميسيموفيتش  | البوسنة والهرسك | 5       |
| 5      | زلاتان مسلموفيتش    | البوسنة والهرسك | 4       |
| 6      | كونستانتين فاسيلييف | إستونيا         | 3       |
| 6      | خوان مانويل ماتا    | إسبانيا         | 3       |
| 6      | جيرارد بيكي         | إسبانيا         | 3       |
| 6      | ديفيد سيلفا         | إسبانيا         | 3       |
| 6      | تونكاي شانلي        | تركيا           | 3       |
| 7      | إيميل مبينزا        | بلجيكا          | 2       |
| 7      | سينياد إيبريتشيتش   | البوسنة والهرسك | 2       |
| 7      | سيرغي زينيوف        | إستونيا         | 2       |
| 7      | سيسك فابريغاس       | إسبانيا         | 2       |
| 7      | ألفارو نيغريدو      | إسبانيا         | 2       |
| 7      | إيمري بيلوزوغلو     | تركيا           | 2       |
| 7      | سميح شنتورك         | تركيا           | 2       |
| 7      | أردا توران          | تركيا           | 2       |

1 goal
| أرمينيا - روبرت أرزومانيان - غيفورغ غازاريان - هوفهانس غوهاريان - سركيس هوفسيبيان - فاهاغن ميناسيان - هنريخ مخيتاريان بلجيكا - ستيفين ديفور - موسى ديمبيلي - مروان فيلايني - غيل سفيرتس - دانيل فان بوتين | البوسنة والهرسك - زلاتان بايراموفيتش - وداد إبيشيفيتش - سانيل ياهيتش - سجاد صاليحوفيتش - إمير سباهيتش إستونيا - أندريس أوبر - رايو بييرويا - ساندر بوري - فلاديمير فوسكوبوينيكوف | إسبانيا - شابي ألونسو - خوان كابدفيليا - سانتي كازورلا - أندريس إنيستا - خوانيتو - كارليس بويول - ألبيرت رييرا - ماركوس سينا تركيا - خليل ألتينتوب - ثروت جيتن - مولود إردينج - سيركان يلدريم |

## الحضور
| المنتخب         | الأعلى | الأقل  | المتوسط |
| --------------- | ------ | ------ | ------- |
| أرمينيا         | 30,000 | 1,800  | 9,520   |
| بلجيكا          | 45,888 | 17,992 | 27,000  |
| البوسنة والهرسك | 25,000 | 12,500 | 13,360  |
| إستونيا         | 9,200  | 4,680  | 6,406   |
| إسبانيا         | 73,820 | 14,362 | 32,954  |
| تركيا           | 34,097 | 16,200 | 24,422  |